# Divisió de Barisal
La divisió de Barisal (oficialment Barisāl) és una entitat administrativa de Bangladesh. La capital és Barisal. Està formada per sis zilles (zilla) o districtes:
- Districte de Barguna
- Districte de Barisal
- Districte de Bhola
- Districte de Jhalakathi
- Districte de Patuakhali
- Districte de Pirojpur

Es va crear l'1 de gener de 1993.